# Lagord
Lagord település Franciaországban, Charente-Maritime megyében. Lakosainak száma 7594 fő (2022. január 1.). Lagord L’Houmeau, Nieul-sur-Mer, Puilboreau és La Rochelle községekkel határos.

## Népesség
A település népességének változása:
| Lakosok száma | 4125 | 5056 | 5287 | 6986 | 7256 | 7153 | 7048 | 7098 | 7193 | 7594 |
|               | 1968 | 1982 | 1990 | 2006 | 2013 | 2015 | 2017 | 2019 | 2020 | 2022 |